# Alberto di Prussia (feldmaresciallo)
Federico Guglielmo Nicola Alberto di Prussia (Berlino, 8 maggio 1837 – Kamenz, 13 settembre 1906) fu feldmaresciallo dell'esercito prussiano e, dal 1885 fino alla sua morte, reggente del Ducato di Brunswick.

## Biografia
Alberto era il figlio del principe Alberto di Prussia, figlio di Federico Guglielmo III di Prussia, e di sua moglie, la principessa Marianna di Orange-Nassau, figlia di Guglielmo I dei Paesi Bassi.

## Carriera militare
Nel 1847 entrò nell'esercito prussiano e nel 1864 partecipò alla campagna dello Schleswig nel battaglione del principe Federico Carlo di Prussia e partecipando alle battaglie di Skalitz, Sadowa, Schweinschädel e Königgrätz nella guerra austro-prussiana nel 1866. Nella Guerra franco-prussiana comandò la II° Brigata di cavalleria e partecipò alle battaglie di Gravelotte e Sedan.
Dopo la caduta del Secondo Impero, fu subordinato a Edwin von Manteuffel nei combattimenti intorno a Bapaume e St. Quentin. Nel 1874 divenne comandante degli X Corpi di stanza ad Hannover. Nel 1883 succedette allo zio Carlo come Gran Maestro dell'Ordine di San Giovanni del baliaggio di Brandeburgo.

## Reggente
Nel 1885, Alberto fu scelto come Reggente per il Ducato di Brunswick, dal momento che il cancelliere tedesco Otto von Bismarck aveva rimosso Ernesto Augusto, principe ereditario di Hannover, dal suo incarico. Nel 1913 il figlio di Ernesto Augusto, Ernesto Augusto, divenne duca di Brunswick, regnando solo per 5 anni e 6 giorni. Dopo aver accettato la reggenza, Alberto e la sua famiglia risiedette principalmente a Brunswick, Berlino e Kamenz.

## Matrimonio
Alberto sposò il 9 aprile 1873 a Berlino, Maria di Sassonia-Altenburg, figlia di Ernesto I di Sassonia-Altenburg. Dal matrimonio nacquero tre figli:
- Federico Enrico (1874-1940);
- Gioacchino Alberto (1876-1939);
- Federico Guglielmo (1880-1925).

## Morte
Alberto morì il 13 settembre 1906 a Kamenz. Fu sepolto nel Mausoleum auf dem Hutberge nel parco di Schloss Kamenz. Dopo la seconda guerra mondiale, il mausoleo fu saccheggiato e i cadaveri di Alberto e di sua moglie furono nuovamente sepolti nel parco.

## Ascendenza
|                                   |                              |                                           | Genitori                                               |  |  | Nonni |  |  | Bisnonni                         |  |  | Trisnonni                    |  |
|                                   |                              |                                           |                                                        |  |  |       |  |  | Federico Guglielmo II di Prussia |  |  | Augusto Guglielmo di Prussia |  |
|                                   |                              |                                           |                                                        |  |  |       |  |  | Federico Guglielmo II di Prussia |  |  | Augusto Guglielmo di Prussia |  |
|                                   |                              | Luisa Amalia di Brunswick-Wolfenbüttel    |                                                        |  |  |       |  |  | Federico Guglielmo II di Prussia |  |  |                              |  |
| Federico Guglielmo III di Prussia |                              |                                           |                                                        |  |  |       |  |  | Federico Guglielmo II di Prussia |  |  |                              |  |
|                                   |                              | Federica Luisa d'Assia-Darmstadt          | Luigi IX d'Assia-Darmstadt                             |  |  |       |  |  |                                  |  |  |                              |  |
|                                   |                              | Federica Luisa d'Assia-Darmstadt          | Luigi IX d'Assia-Darmstadt                             |  |  |       |  |  |                                  |  |  |                              |  |
|                                   |                              | Federica Luisa d'Assia-Darmstadt          | Carolina del Palatinato-Zweibrücken-Birkenfeld         |  |  |       |  |  |                                  |  |  |                              |  |
| Alberto di Prussia                |                              | Federica Luisa d'Assia-Darmstadt          |                                                        |  |  |       |  |  |                                  |  |  |                              |  |
|                                   |                              | Carlo II di Meclemburgo-Strelitz          | Carlo Ludovico Federico di Meclemburgo-Strelitz        |  |  |       |  |  |                                  |  |  |                              |  |
|                                   |                              | Carlo II di Meclemburgo-Strelitz          | Carlo Ludovico Federico di Meclemburgo-Strelitz        |  |  |       |  |  |                                  |  |  |                              |  |
|                                   |                              | Carlo II di Meclemburgo-Strelitz          | Elisabetta Albertina di Sassonia-Hildburghausen        |  |  |       |  |  |                                  |  |  |                              |  |
| Luisa di Meclemburgo-Strelitz     |                              | Carlo II di Meclemburgo-Strelitz          |                                                        |  |  |       |  |  |                                  |  |  |                              |  |
|                                   |                              | Federica Carolina Luisa d'Assia-Darmstadt | Giorgio Guglielmo d'Assia-Darmstadt                    |  |  |       |  |  |                                  |  |  |                              |  |
|                                   |                              | Federica Carolina Luisa d'Assia-Darmstadt | Giorgio Guglielmo d'Assia-Darmstadt                    |  |  |       |  |  |                                  |  |  |                              |  |
|                                   |                              | Federica Carolina Luisa d'Assia-Darmstadt | Maria Luisa Albertina di Leiningen-Dagsburg-Falkenburg |  |  |       |  |  |                                  |  |  |                              |  |
| Alberto di Prussia                |                              | Federica Carolina Luisa d'Assia-Darmstadt |                                                        |  |  |       |  |  |                                  |  |  |                              |  |
|                                   | Guglielmo V di Orange-Nassau | Guglielmo IV di Orange-Nassau             |                                                        |  |  |       |  |  |                                  |  |  |                              |  |
|                                   | Guglielmo V di Orange-Nassau | Guglielmo IV di Orange-Nassau             |                                                        |  |  |       |  |  |                                  |  |  |                              |  |
|                                   | Guglielmo V di Orange-Nassau | Anna di Hannover                          |                                                        |  |  |       |  |  |                                  |  |  |                              |  |
| Guglielmo I dei Paesi Bassi       | Guglielmo V di Orange-Nassau |                                           |                                                        |  |  |       |  |  |                                  |  |  |                              |  |
|                                   |                              | Guglielmina di Prussia                    | Augusto Guglielmo di Prussia                           |  |  |       |  |  |                                  |  |  |                              |  |
|                                   |                              | Guglielmina di Prussia                    | Augusto Guglielmo di Prussia                           |  |  |       |  |  |                                  |  |  |                              |  |
|                                   |                              | Guglielmina di Prussia                    | Luisa Amalia di Brunswick-Wolfenbüttel                 |  |  |       |  |  |                                  |  |  |                              |  |
| Marianna di Orange-Nassau         |                              | Guglielmina di Prussia                    |                                                        |  |  |       |  |  |                                  |  |  |                              |  |
|                                   |                              | Federico Guglielmo II di Prussia          | Augusto Guglielmo di Prussia                           |  |  |       |  |  |                                  |  |  |                              |  |
|                                   |                              | Federico Guglielmo II di Prussia          | Augusto Guglielmo di Prussia                           |  |  |       |  |  |                                  |  |  |                              |  |
|                                   |                              | Federico Guglielmo II di Prussia          | Luisa Amalia di Brunswick-Wolfenbüttel                 |  |  |       |  |  |                                  |  |  |                              |  |
| Guglielmina di Prussia            |                              | Federico Guglielmo II di Prussia          |                                                        |  |  |       |  |  |                                  |  |  |                              |  |
|                                   |                              | Federica Luisa d'Assia-Darmstadt.         | Luigi IX d'Assia-Darmstadt                             |  |  |       |  |  |                                  |  |  |                              |  |
|                                   |                              | Federica Luisa d'Assia-Darmstadt.         | Luigi IX d'Assia-Darmstadt                             |  |  |       |  |  |                                  |  |  |                              |  |
|                                   |                              | Federica Luisa d'Assia-Darmstadt.         | Carolina del Palatinato-Zweibrücken-Birkenfeld         |  |  |       |  |  |                                  |  |  |                              |  |
|                                   |                              | Federica Luisa d'Assia-Darmstadt.         |                                                        |  |  |       |  |  |                                  |  |  |                              |  |